# Kitagawa Utamaro

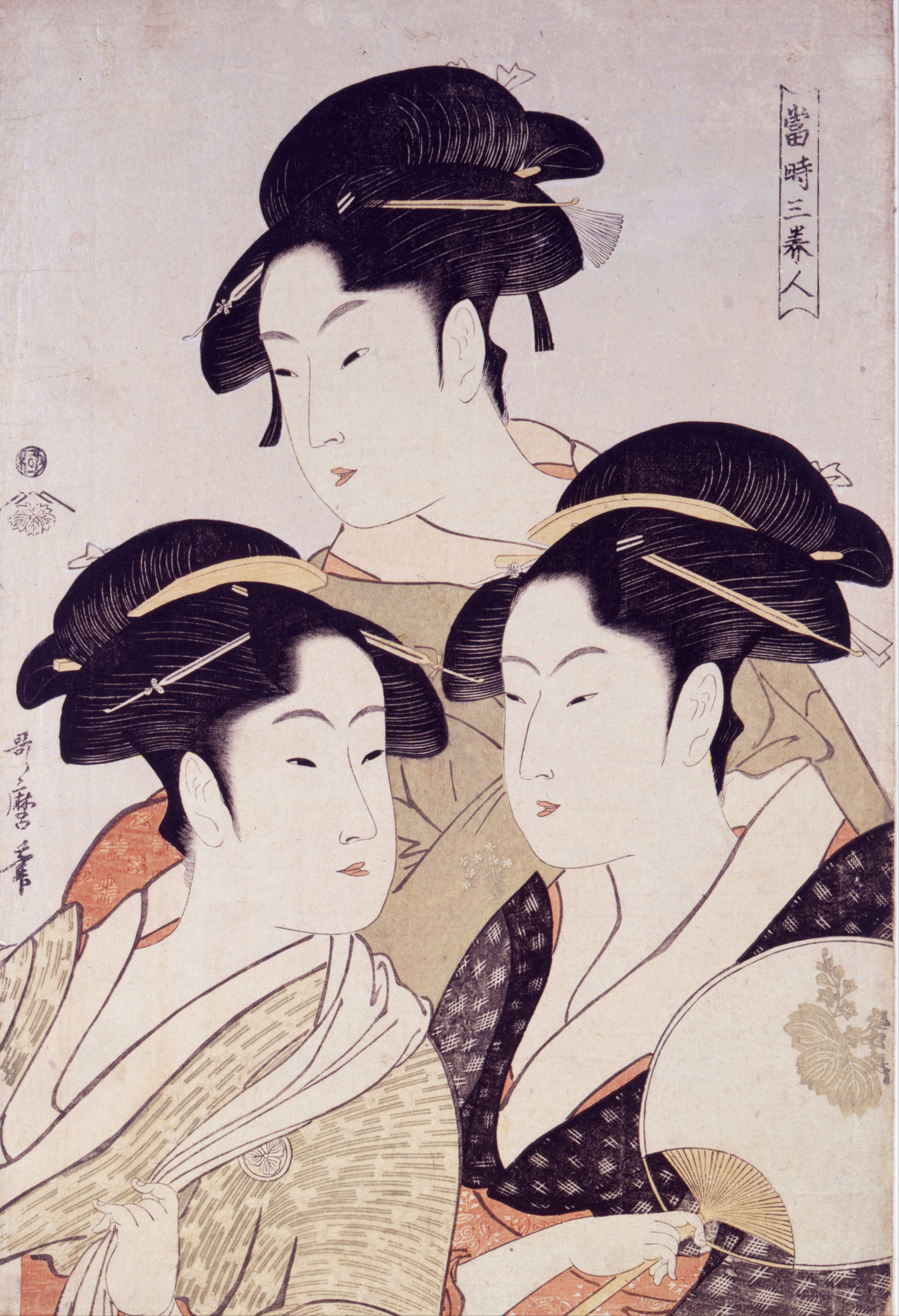
Die drei Schönen des Tages

Kitagawa Utamaro (jap. 喜多川 歌麿; * 1753; † 1806) war ein japanischer Künstler, der vor allem für seine Farbholzschnitte berühmt wurde.

## Leben und Wirken
Utamaros Geburtsort ist nicht bekannt, auch das Geburtsjahr ist nicht sicher. In seiner Jugend studierte er unter einem Künstler der Kanō-Schule namens Toriyama Sekien und nannte sich Toyofusa, später Toyoaki. In dieser Periode war sein Stil beeinflusst von älteren Ukiyoe-Künstlern wie Katsukawa Shunchō, Torii Kiyonaga und Kitao Shigemasa. Aber in der Tenmei-Zeit (1781–89) löste er sich und entwickelte einen eigenen Stil mit eleganter Linienführung. Das war auch die Zeit, ab der er sich Utamaro nannte. Beispiele aus dieser Zeit sind die Alben mit brillanten Farbholzschnitten Ehon mushi erami, Shiohi no tsuto, Momo chidori. Diese Bücher wurden vom bekannten Verleger Tsutaya Jūzaburō herausgebracht.
Mit dem Beginn der Kansei-Zeit schuf er eine Anzahl von Porträts von Frauen, die als bijin ōkubi-e bekannt wurden, also Bilder, in denen die Köpfe der Porträtierten das Blatt einnehmen. Eine Reihe dieser Farbdrucke wurden auf Glimmer-Grund gedruckt. Die Frauen sind mit Detail-Reichtum dargestellt, sie umfassen verschiedene Temperamente, soziale Klassen, zeigen auch innere Zustände der Dargestellten – weit verschieden von den idealisierten, ausdruckslosen Schönheiten, die das Genre überflutet haben.
Utamaro hat verschiedene Serien mit den Schönen von Yoshiwara (hier Seirō – die „Grünen Häuser“ bzw. Hokkoku – „Nordland“ (Yoshiwara lag im Norden Edos)) geschaffen. Bekannt sind die Drucke der zu seiner Zeit besonders berühmten „Drei Schönen“, Naniwaya Okita, Toyoshima Ohisa und Tomimoto Toyohina. – Mehrfach parodierte Utamaro die Acht Ansichten des Biwa-Sees (Ōmi hakkei) bzw. deren Varianten, wobei er auch mal Ōmi (Provinz) durch ōmi (Liebende) und hakkei = Acht Ansichten mit dem gleichlautenden hakkei = Acht Gelöbnisse ersetzt.
Als sein Verleger Tsutaya 1797 starb, rissen sich andere Verleger um Utamaro. Er versuchte, der großen Nachfrage zu entsprechen, aber dabei verloren seine Bilder an Qualität. 1804 produzierte er einige Drucke, die auf dem historischen Werk Taitōki basierten, ein Werk, das von der Regierung verboten war. Er kam daraufhin drei Tage ins Gefängnis und musste 50 Tage Ketten an seinen Händen tragen. Er starb zwei Jahre später.
Seine Schüler Utamaro II (?–1831?), Tsukimaro (?–1830?), Hidemaru (Anfang 19. Jh.) und Bokusen (1736–1824) konnten nicht an seinen Erfolg anknüpfen.
Utamaro gehört zu den Künstlern, die in besonders nachhaltiger Weise die französischen Impressionisten beeindruckten.

## Werk
- Gemälde
- Illustrierte Bücher (Beispiele)
  - Ehon mushi erami[Anm 1] (絵本虫選) (1787)
  - Shiohi no tsuto (潮干のつと)
  - Momo chidori (百千鳥)

- Drucke als Serien (Beispiele)
  - Fujin sōgaku juttai (婦人相学拾躰), 1792–93
  - Fujo ninsō juppin (婦女人相十品), 1792–93
  - Uki-e Ōmi hakkei (浮絵近江八景), 1792–95
  - Mu-tamagawa (六玉川), 1793
  - Tōji san bijin (当時三美人), 1793
  - Kasen koi no bu (歌撰恋之部), 1793–94

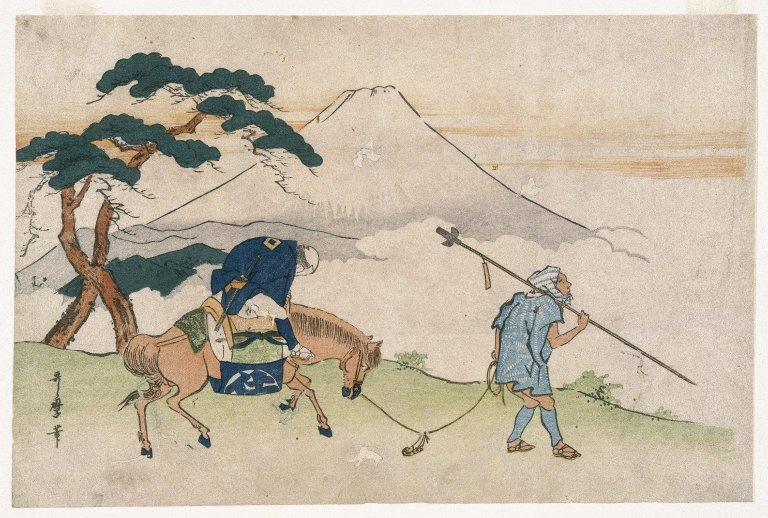
Landschaft mit Berg Fuji

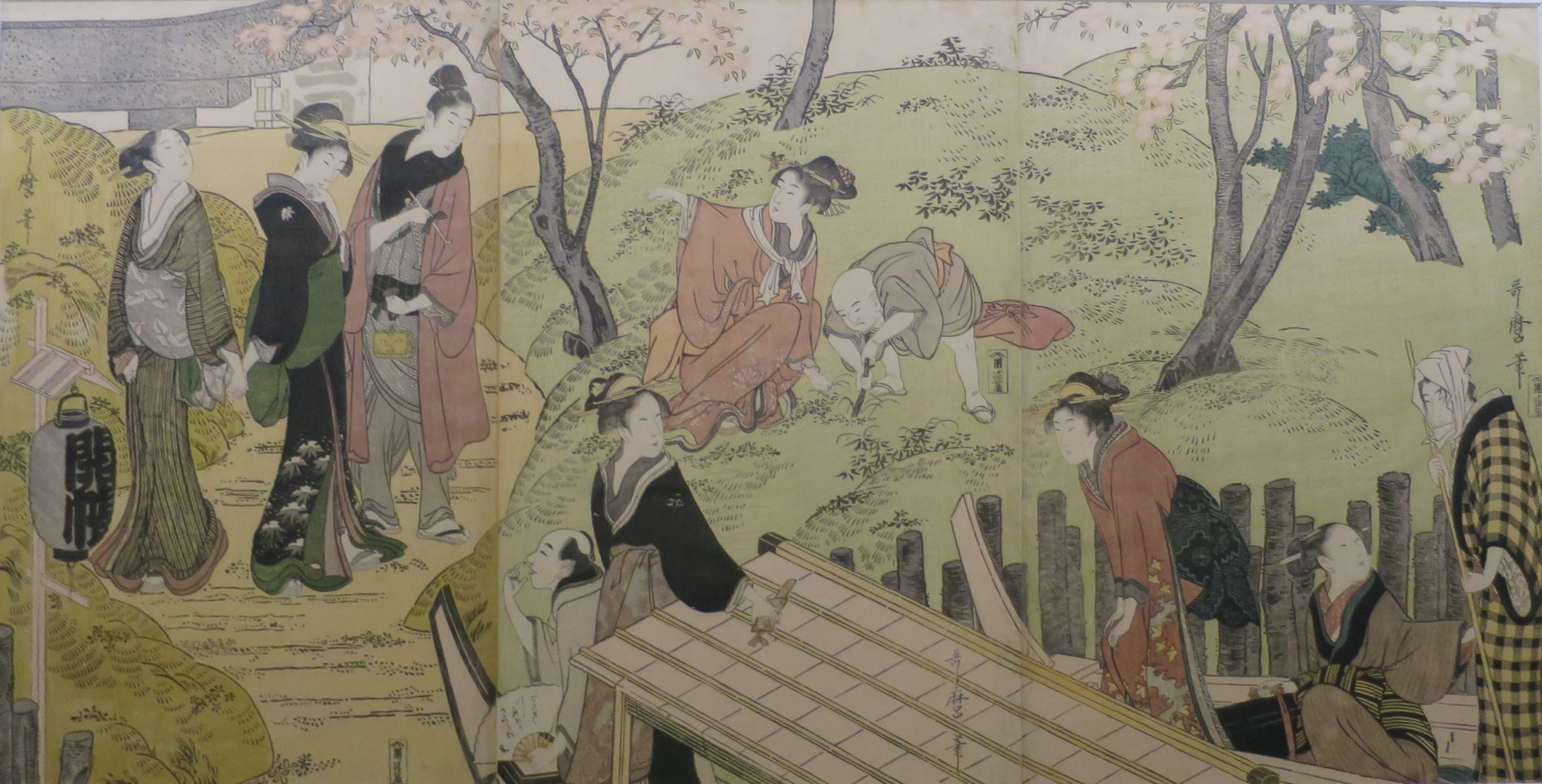
Kirschblüten betrachten

  - Tōji zensei bijin-zoroe (当時全盛美人揃),
  - Seirō jūni toki tsuzuki (青楼十二時), 1794
  - Musume hi-dokei (娘日時計), 1795–95
  - Seirō nana Komachi (青楼七小町), 1794–95
  - Hokkoku goshiki-zumi (北国五色墨), 1794–95
  - Kōmei bijin mitate chūshingura (高名美人見たて忠臣蔵), 1794–95
  - Meisho koshikake hakkei (名所腰掛八景), 1995–96
  - ōmi hakkei (逢身八契), 1798–99[A 1]
  - Yamauba to Kintarō (山姥と金太郎), 1801
  - Kyōkun oya no megane (教訓親の日監), 1802

- Zahlreiche Drucke als Einzelblätter

## Bilder

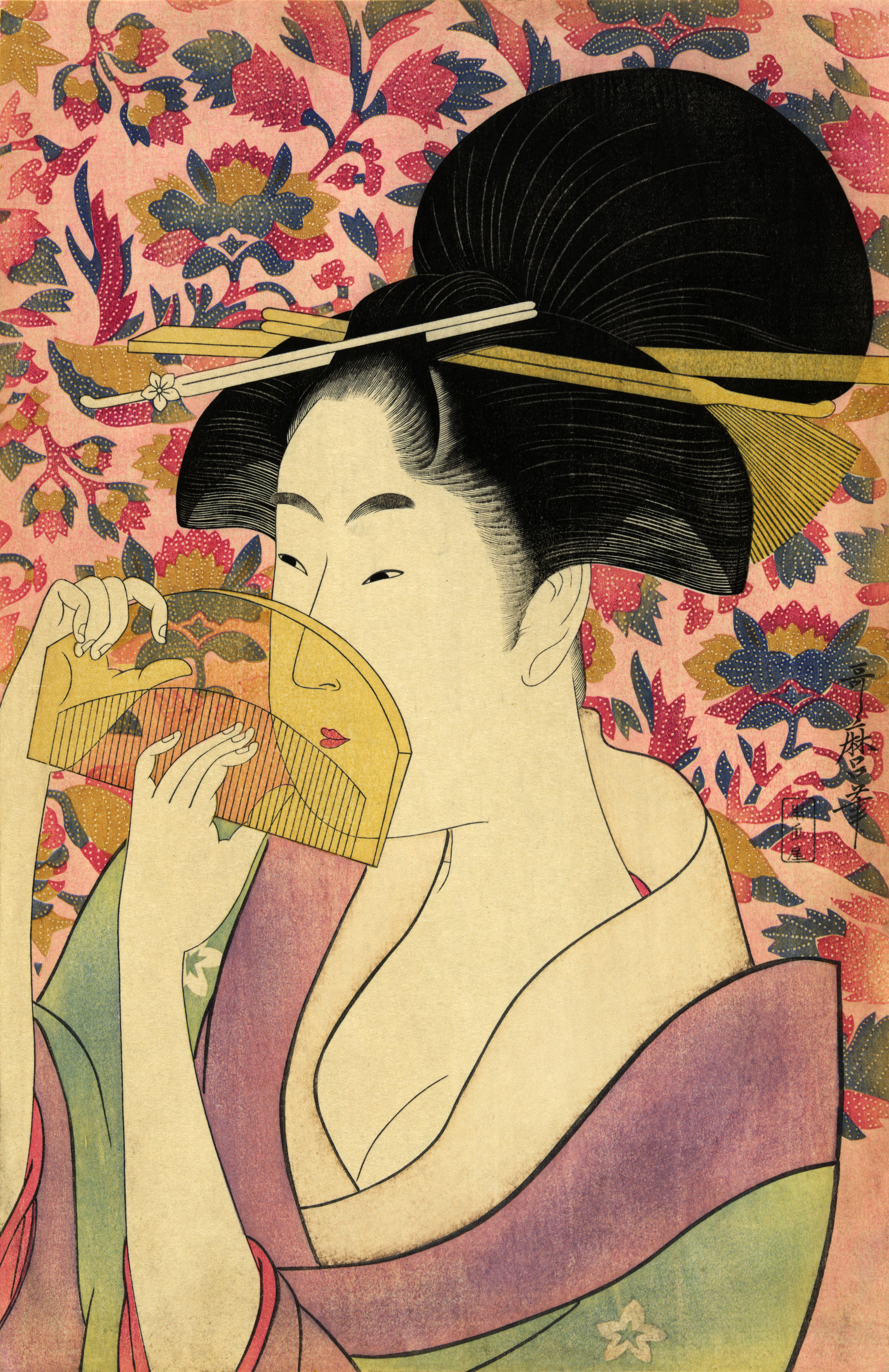
Frau mit Schildpatt-Kamm, ca. 1785
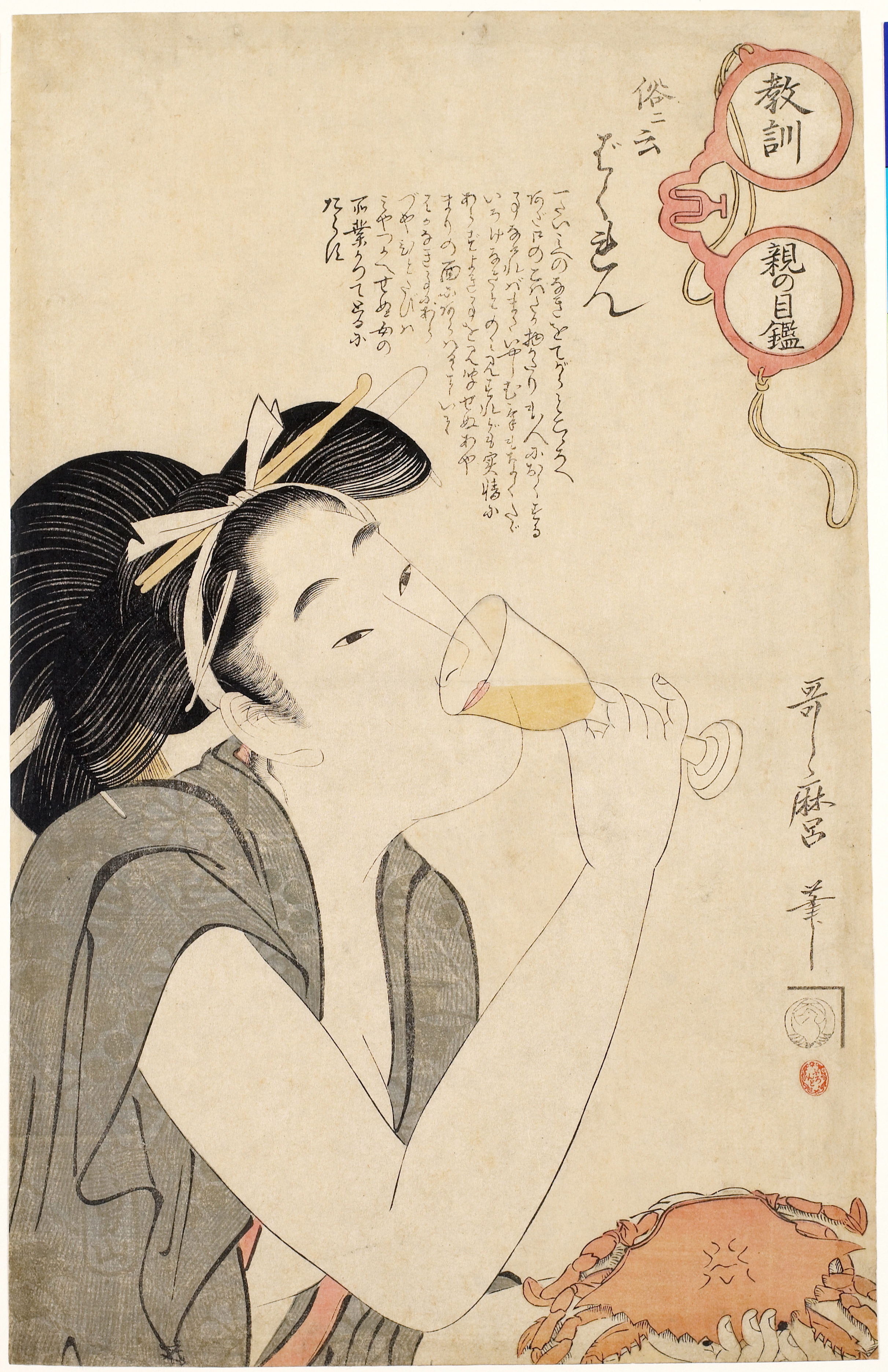
Aus der Serie „Kyōkun oya nikkan“: Die Verfressene
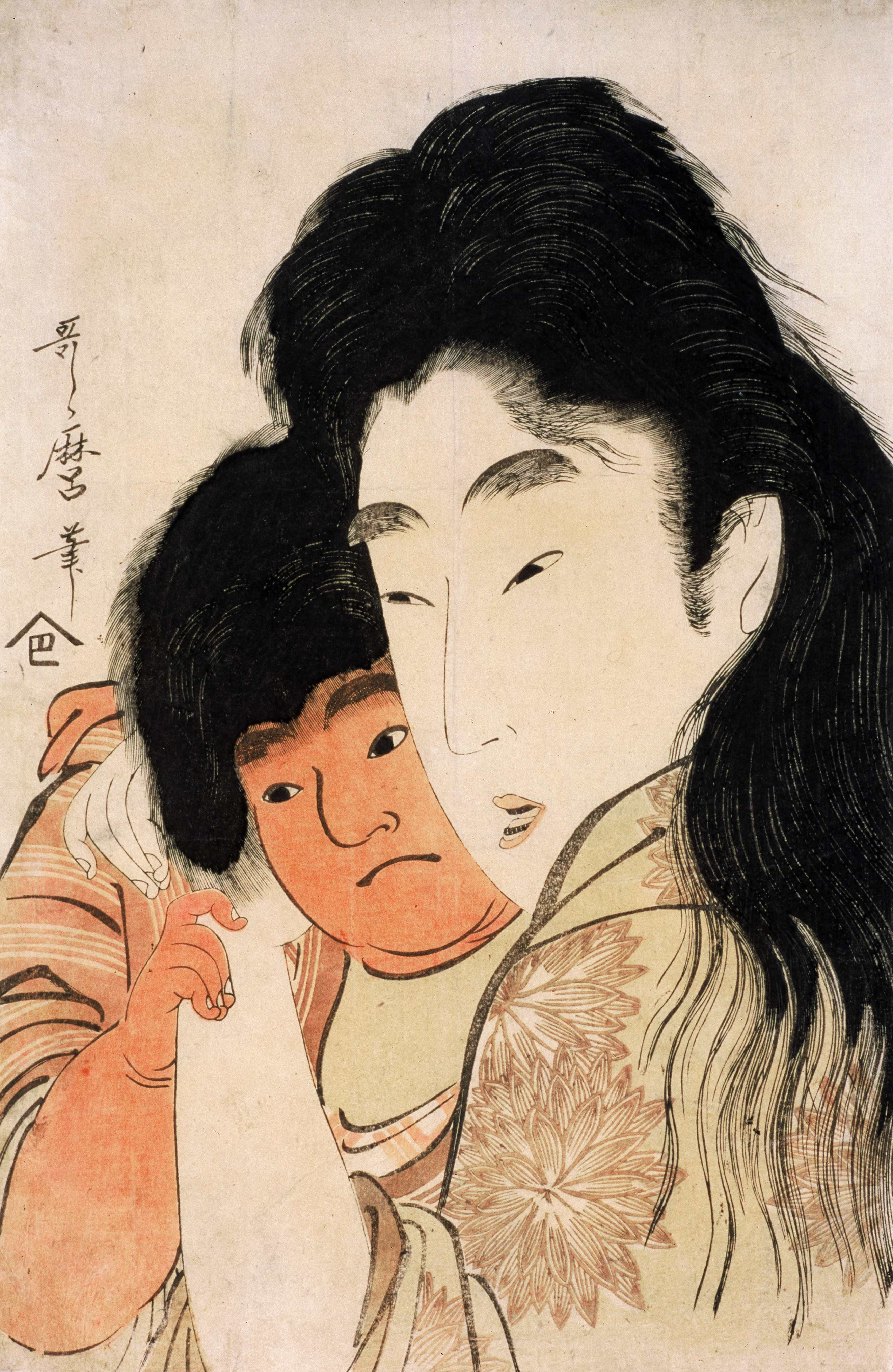
Yamauba und Kintarō
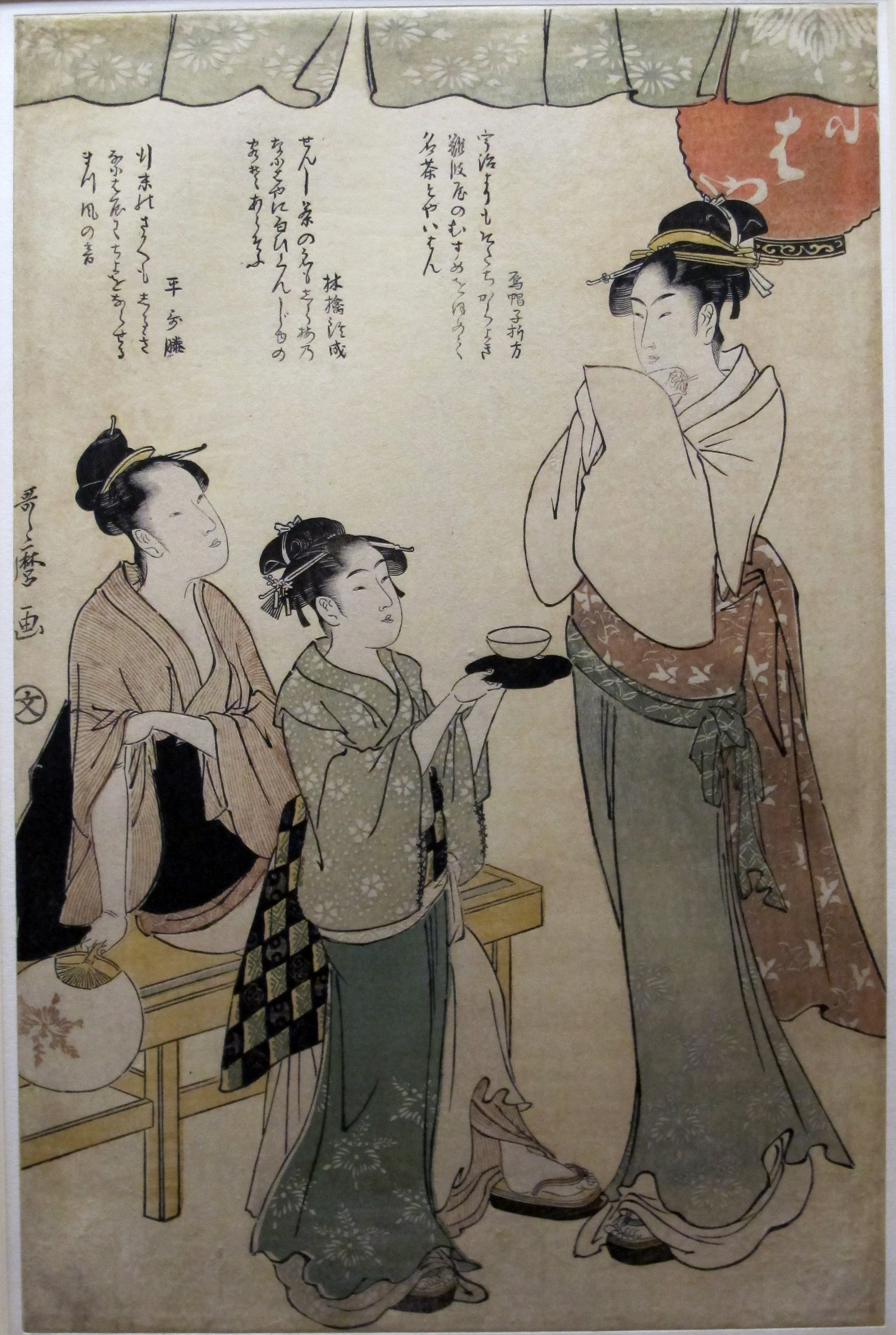
Szene im Teehaus
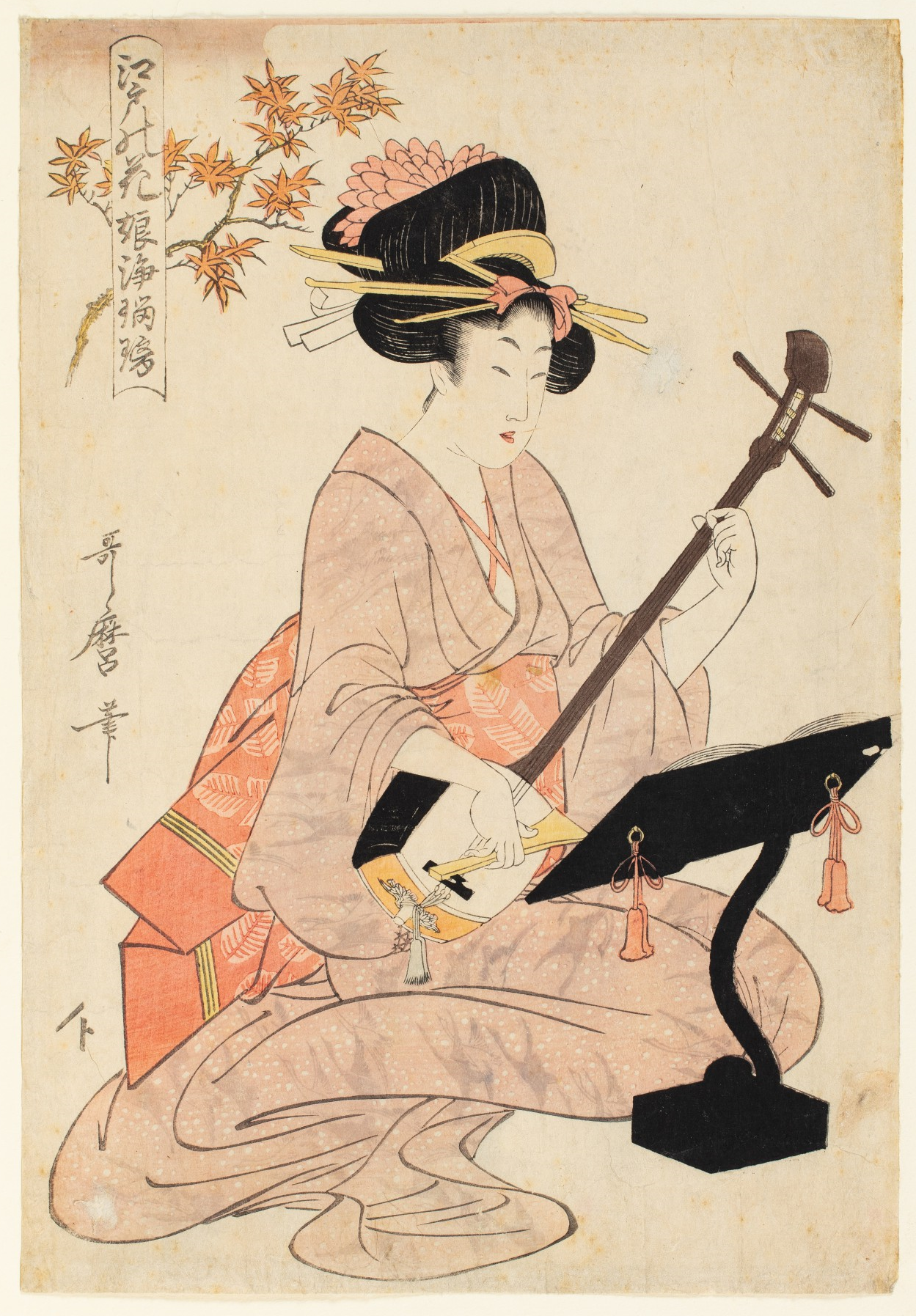
Blumen von Edo
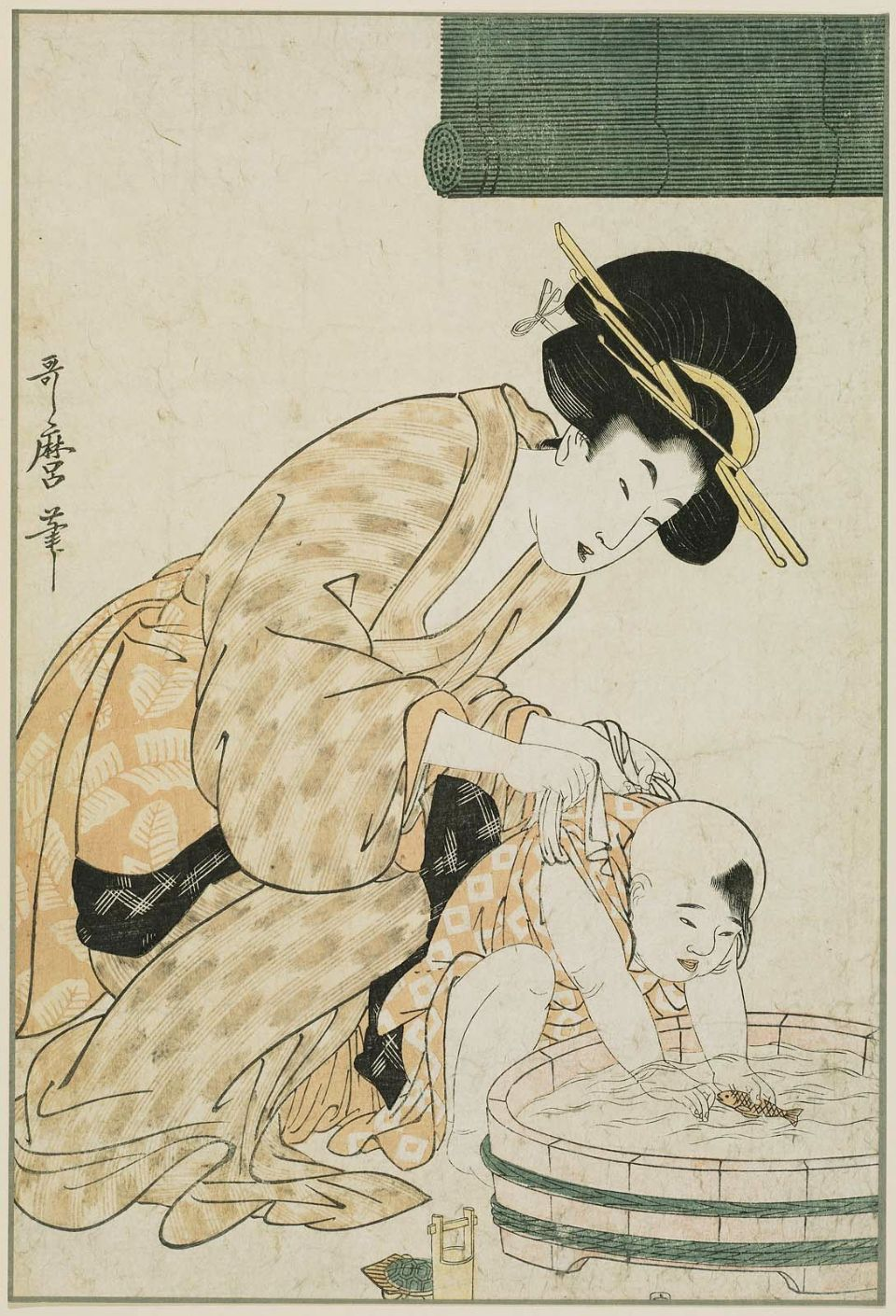
Mutter mit Kind
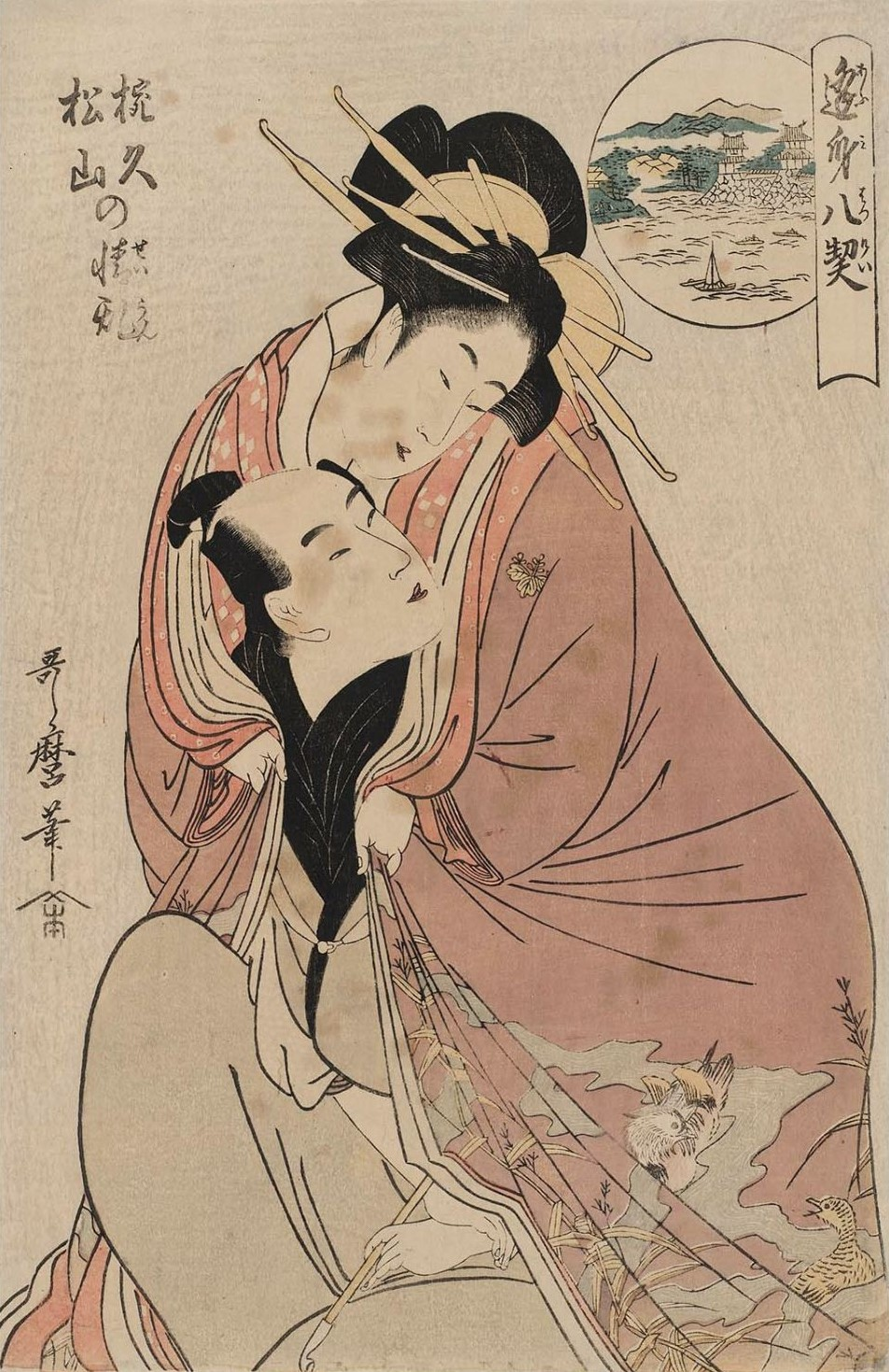
Aus der Serie „ōmi Hakkei“
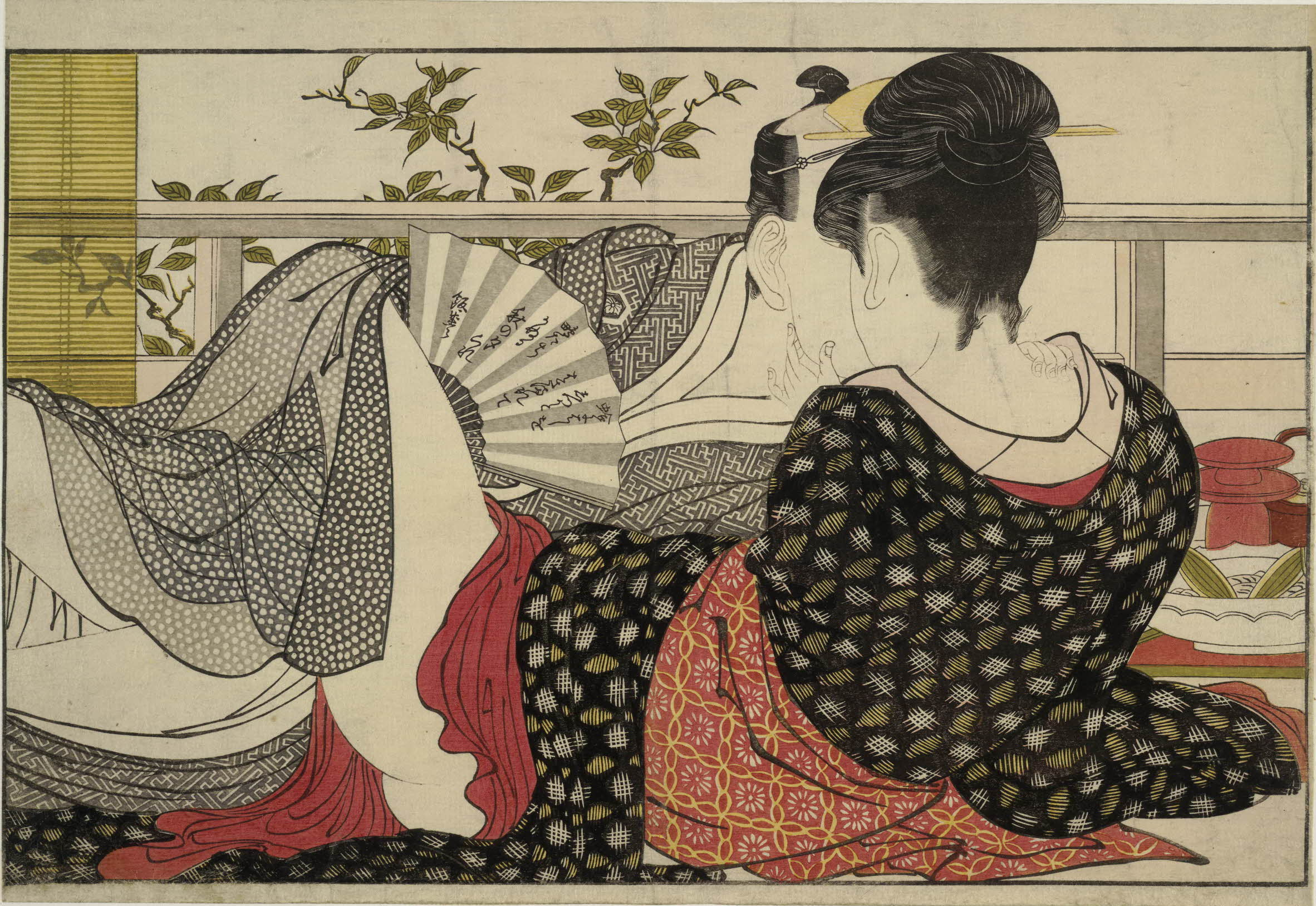
Liebespaar aus dem Buch „Utamakura“, Britisches Museum, 1788

## Rezeption
Zur Feier des 40. Jahrestags ihres Bestehens gab die Führung der DDR einen hochwertigen Siebenfarbdruck des Kopfkissenbuchs (jap. Shunga) Utamaros bei Werner Klemke in Auftrag, der an internationale Gäste der Jubiläumsfeierlichkeiten verteilt werden sollte. Die Abbildungen zeigen explizite Darstellungen sexueller Vereinigungen. Der Druck wurde nicht mehr rechtzeitig ausgeliefert.
Die Performance-Künstlerin Dietmute Zlomke, die sich bereits 1990 für die Rettung auf Halde gelegter Papier- und Druckerzeugnisse des untergehenden Staates engagiert hatte, entdeckte in einem Berliner Antiquariat die gesamte Auflage der Reproduktion des Kopfkissenbuchs Utamaros, von der sie einige Exemplare erwerben konnte. Das Kopfkissenbuch und seine Geschichte wurden zum Ausgangspunkt für Zlomkes Installation/Performance „Kopfkissenbuch der Wiedervereinigung“, die von 2009 bis 2014 aufgeführt wurde.
Der Tübinger Maler Mark Krause ließ sich von den Darstellungen in Utamaros Kopfkissenbuch zur gleichnamigen Bilderserie inspirieren.

## Ausstellungen
- 2014: Utamaro. Aspects of Beauty, Art Institute of Chicago.[3]

## Ausgaben
- Kitagawa Utamaro: Shunga. Das Kopfkissenbuch. Hrsg. von Brigitte Sellin und Werner Klemke. Berliner Verlag, Berlin 1989.